# Ausgrabungsstätte Agora

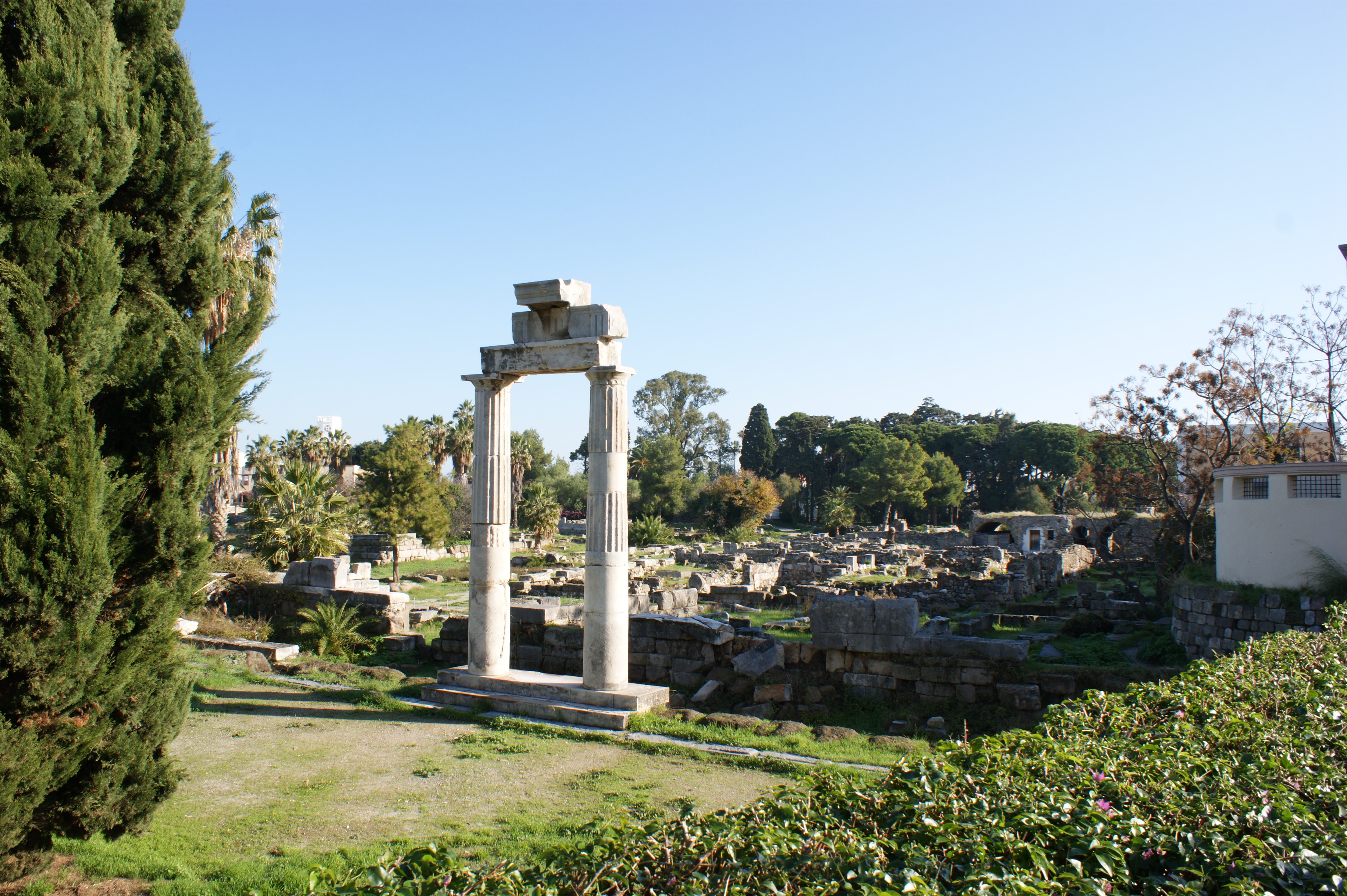
Blick auf einen Teil der Ausgrabungsstätte Agora

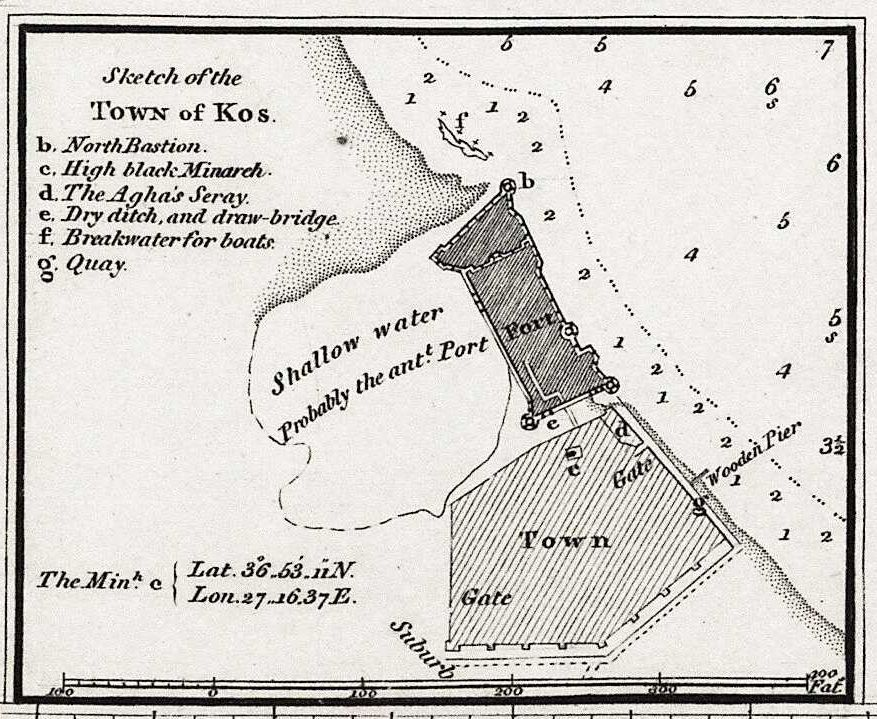
Kos 1819, gut zu sehen die damalige befestigte Stadt und die Festung Neratzia

Die Ausgrabungsstätte Agora (griechisch Συνοικία Λιμένος-αγορα, Marktviertel-Agora, auch Hafenviertel-Agora oder englisch Archaeological Site of the Harbour Quarter Agora oder kurz Ancient Agora) befindet sich in der Stadt Kos auf der griechischen Insel Kos.
Menschliche Besiedelung in Kos ist seit der frühen Bronzezeit (2300 bis 2000 vor Christus) belegt (siehe z. B.: Aspri Petra). Während der Zeit der Minoische Kultur bzw. Mykenische Kultur (2. Jahrtausend v. Chr.) entwickelten sich in Kos Siedlungen zu wichtigen Zentren (insbesondere Kefalos). Diese Entwicklung wurde in der Zeit vom 10. bis 8. Jahrhundert v. Chr. wieder eingeschränkt, blühte vom 7. bis 5. Jahrhundert v. Chr. wieder auf. Mit der Verlegung der Hauptstadt der Insel von Kefalos nach Kos (Stadt) wurde diese das neue Zentrum. Durch den Bau der Festung Neratzia durch den Johanniterorden wurde die Stadt Kos weiter aufgewertet. Die Festung und die befestigte Stadt befanden sich in unmittelbarer Nachbarschaft.
Die Ausgrabungsstätte wurde nach dem Erdbeben vom 23. April 1933 geschaffen, als es aufgrund der massiven Zerstörungen des sich hier bisher befindlichen Stadtteils die Bewohner abgesiedelt wurden und zwischen 1934 und 1942 umfangreiche Ausgrabungen stattfinden konnten. Es konnten insbesondere Fundstücke aus hellenistischer Zeit und der Spätantike gefunden werden. Die Fundstücke aus dieser und den anderen Ausgrabungsstätten werden unter anderem im damals neu erbauten Archäologischen Museum in Kos (Stadt) aufbewahrt. An den Ausgrabungen wesentlich beteiligt war der italienische Archäologe und Kunsthistoriker Luciano Laurenzi.
Von der mittelalterlichen Stadt sind noch Teile der Befestigungswerke (Tore und Türme) vorhanden (siehe z. B. das Tor der Steuern). Der Zugang zum archäologischen Gelände ist frei möglich. Am nordöstlichen Rand der Ausgrabungsstätte steht die spätbyzantinische Kirche St. Georg Arrenagogeiou und die ehemalige Friedhofskapelle Panagia Gorgoepikoos, welche das Erdbeben 1933 und 2017 relativ gut überstanden haben.